# Premier Division 2016-2017 (Gibilterra)
La Premier Division 2016-2017 è la 118ª edizione della massima serie del campionato di calcio di Gibilterra.

## Stagione

### Formula
Questa è la quarta stagione di Gibilterra come membro della UEFA. La squadra vincitrice del campionato ha un posto nel primo turno della UEFA Champions League 2017-2018, qualora abbia la licenza UEFA, mentre un posto nel primo turno della UEFA Europa League 2017-2018 è riservato alla vincitrice della Rock Cup 2016-2017.

Le squadre si affrontano per tre volte per un totale di 27 giornate.
L'ultima classificata retrocede direttamente in Second Division, mentre la nona classificata gioca uno spareggio con la seconda classificata in Second Division per decidere l'ultimo posto nella massima serie.

## Classifica
|                       | Pos. | Squadra          | Pt | G  | V  | N | P  | GF  | GS  | DR   |
| --------------------- | ---- | ---------------- | -- | -- | -- | - | -- | --- | --- | ---- |
| Gibilterra (bandiera) | 1.   | Europa FC        | 73 | 27 | 24 | 1 | 2  | 93  | 18  | +75  |
|                       | 2.   | Lincoln Red Imps | 72 | 27 | 23 | 3 | 1  | 100 | 16  | +84  |
|                       | 3.   | St Joseph's      | 54 | 27 | 16 | 6 | 5  | 53  | 18  | +35  |
|                       | 4.   | Glacis United    | 44 | 27 | 12 | 8 | 7  | 42  | 34  | +8   |
|                       | 5.   | Mons Calpe       | 42 | 27 | 13 | 3 | 11 | 44  | 35  | +9   |
|                       | 6.   | Lynx             | 28 | 27 | 8  | 4 | 15 | 34  | 45  | -11  |
|                       | 7.   | Gibraltar Utd    | 21 | 27 | 4  | 9 | 14 | 20  | 43  | -23  |
|                       | 8.   | Lions Gibraltar  | 21 | 27 | 4  | 9 | 14 | 17  | 54  | -37  |
|                       | 9.   | Manchester 62    | 17 | 27 | 4  | 5 | 18 | 27  | 60  | -33  |
|                       | 10.  | Europa Point     | 8  | 27 | 2  | 2 | 23 | 13  | 120 | -107 |

Legenda:
      Campione di Gibilterra e ammessa alla UEFA Champions League 2017-2018
      ammessa alla UEFA Europa League 2017-2018
      Retrocessa in Second Division 2017-2018
Note:
Tre punti a vittoria, uno a pareggio, zero a sconfitta.
La classifica viene stilata secondo i seguenti criteri:
- Punti conquistati
- Differenza reti generale
- Reti totali realizzate